# Acantholimon hilariae
Acantholimon hilariae är en triftväxtart som beskrevs av Sergei Sergeevich Ikonnikov. Acantholimon hilariae ingår i släktet Acantholimon och familjen triftväxter. Inga underarter finns listade i Catalogue of Life.